# Сухова, Мария Ивановна
Мари́я Ива́новна Су́хова (23 февраля 1905 — 4 мая 1944) — советский оператор документального кино, фронтовой кинооператор в годы Великой Отечественной войны. Лауреат Сталинской премии второй степени (1946 — посмертно).

## Биография
Сухова М. И. начала работать в кино в 1930 году намотчицей Московской студии кинохроники. С 1934 года работает ассистентом оператора.
В годы Великой Отечественной войны Сухова М. И. в качестве фронтового оператора входила в группы военных кинодокументалистов, работавших в партизанских отрядах. С декабря 1943 года находилась в Полоцко-Лепельской партизанской зоне.
Сухова М. И. погибла в ночь на 5 мая 1944 года в районе северо-западнее райцентра Ушачи Витебской области Белоруссии во время прорыва партизанских бригад Полоцко-Лепельского партизанского соединения из окружения немецко-фашистскими войсками, проводившими карательную операцию «Весенний праздник».

## Фильмография
- 1935 — Союзкиножурнал № 26 (совм. с группой операторов)
- 1936 — Женский автопробег (совм. с О. Рейзман)
- 1937 — Будем как Ленин (совм. с М. Глидером, Б. Макасеевым, Б. Шером)
- 1937 — Приятного аппетита (совм. с М. Глидером)
- 1939 — С. М. Киров (совм. с М. Глидером, А. Лебедевым, Ф. Короткевичем)
- 1941 — XXIV Октябрь (Речь И. В. Сталина) (совм. с группой операторов)
- 1941 — Прибытие в СССР английской и американской делегаций на совещание трёх держав (совм. с группой операторов)
- 1942 — К переговорам премьер-министра Великобритании Уинстона Черчилля с председателем Совнаркома СССР И. В. Сталиным (спецвыпуск) (совм. с группой операторов)
- 1942 — Иран (совм. с И. Сокольниковым, В. Штатландом)
- 1942 — Народные мстители (боевые действия партизан в различных районах СССР) (совм. с группой операторов)
- 1942 — Разгром немецких войск под Москвой (совм. с группой операторов)
- 1942 — Союзкиножурнал № 36, 42, 55, 57 (совм. с группой операторов)
- 1943 — Союзкиножурнал № 3, 57, 58, 59 (совм. с группой операторов)
- 1945 — Освобождение Советской Белоруссии (боевые действия частей, подразделений, фронтов советской армии, партизанских отрядов, соединений, немецкой армии) (совм. с группой операторов)
- 1979 — Великая Отечественная (совм. с группой операторов)

## Награды и премии
- орден «Знак Почёта» (14.04.1944)
- медаль «Партизану Отечественной войны» I степени (1944)
- Сталинская премия второй степени (1946, посмертно) — за съёмки для фильма «Народные мстители» (1943)[1]

## Память
- Имя Суховой было увековечено на мраморной доске памяти, что находилась на ЦСДФ, Лихов пер., 6 — в память о 43-х работниках студии, погибших на фронтах Великой Отечественной войны при выполнении профессионального долга[2][комм. 1].
- Имя Суховой выбито на одной из 33 мемориальных плит открытого в 1974 году мемориального комплекса «Прорыв», что в семи километрах от райцентра Ушачи[2].
- Суховой посвящён документальный фильм «Мария» (1993, реж. С. Школьников).
- Марии Суховой посвящён одноимённый фильм из серии «Как снимали войну»[3].

## Комментарии
1. ↑  После передачи здания ЦСДФ в 2005 году РПЦ доску «Вечная слава павшим за Родину 1941—1945» неоднократно перевозили по новым адресам РЦСДФ, а после окончательной ликвидации студии в марте 2017 года мемориальная доска была передана на хранение в Дом ветеранов кино в Матвеевском.